# What Do You Mean?
"What Do You Mean?" is een single van de Canadese zanger Justin Bieber van zijn vierde studioalbum Purpose. De single werd bekendgemaakt op 28 juli 2015 tijdens een radioprogramma van Ryan Seacrest en werd uitgebracht op 28 augustus 2015 als de leadsingle van het album.

## Achtergrondinformatie
"What Do You Mean?" werd een commercieel succes in zijn thuisland, en bereikte de nummer-1 positie in de Canadese hitlijsten. Ook stond de single in de Verenigde Staten, Nederland, Australië en Engeland op de nummer-één positie.

## Videoclip
De bijhorende videoclip kwam uit op 30 augustus 2015 en is geregisseerd door Brad Furman. In de clip zijn ook John Leguizamo en Xenia Deli te zien. In april 2016 is de videoclip al meer dan 920 miljoen keer bekeken op YouTube, en staat daarmee op de 27e plek van de meest bekeken YouTube-video's aller tijden.

## Tracklijst
| Nr. | Titel             | Duur |
| --- | ----------------- | ---- |
| 1.  | What Do You Mean? | 3:26 |

| Nr. | Titel                             | Duur |
| --- | --------------------------------- | ---- |
| 1.  | What Do You Mean?                 | 3:26 |
| 2.  | What Do You Mean? (instrumentaal) | 3:26 |

## Hitnoteringen

### Nederlandse Top 40
| Hitnotering: 05-09-2015 t/m 13-02-2016 | Hitnotering: 05-09-2015 t/m 13-02-2016 | Hitnotering: 05-09-2015 t/m 13-02-2016 | Hitnotering: 05-09-2015 t/m 13-02-2016 | Hitnotering: 05-09-2015 t/m 13-02-2016 | Hitnotering: 05-09-2015 t/m 13-02-2016 | Hitnotering: 05-09-2015 t/m 13-02-2016 | Hitnotering: 05-09-2015 t/m 13-02-2016 | Hitnotering: 05-09-2015 t/m 13-02-2016 | Hitnotering: 05-09-2015 t/m 13-02-2016 | Hitnotering: 05-09-2015 t/m 13-02-2016 | Hitnotering: 05-09-2015 t/m 13-02-2016 | Hitnotering: 05-09-2015 t/m 13-02-2016 | Hitnotering: 05-09-2015 t/m 13-02-2016 |
| Week:                                  | 1                                      | 2                                      | 3                                      | 4                                      | 5                                      | 6                                      | 7                                      | 8                                      | 9                                      | 10                                     | 11                                     | 12                                     | 13                                     |
| -------------------------------------- | -------------------------------------- | -------------------------------------- | -------------------------------------- | -------------------------------------- | -------------------------------------- | -------------------------------------- | -------------------------------------- | -------------------------------------- | -------------------------------------- | -------------------------------------- | -------------------------------------- | -------------------------------------- | -------------------------------------- |
| Positie:                               | 31                                     | 4                                      | 1                                      | 1                                      | 1                                      | 1                                      | 1                                      | 1                                      | 2                                      | 3                                      | 3                                      | 3                                      | 3                                      |
| Week:                                  | 14                                     | 15                                     | 16                                     | 17                                     | 18                                     | 19                                     | 20                                     | 21                                     | 22                                     | 23                                     | 24                                     |                                        |                                        |
| Positie:                               | 5                                      | 6                                      | 9                                      | 11                                     | 13                                     | 13                                     | 15                                     | 16                                     | 19                                     | 28                                     | 40                                     | uit                                    |                                        |

### NederlandseSingle Top 100
| Hitnotering (Week 1 t/m 43): 05-09-2015 t/m 25-06-2016 Hitnotering (Week 44): 30-07-2016 Hitnotering (Week 45 en 46): 15-10-2016 t/m 22-10-2016 | Hitnotering (Week 1 t/m 43): 05-09-2015 t/m 25-06-2016 Hitnotering (Week 44): 30-07-2016 Hitnotering (Week 45 en 46): 15-10-2016 t/m 22-10-2016 | Hitnotering (Week 1 t/m 43): 05-09-2015 t/m 25-06-2016 Hitnotering (Week 44): 30-07-2016 Hitnotering (Week 45 en 46): 15-10-2016 t/m 22-10-2016 | Hitnotering (Week 1 t/m 43): 05-09-2015 t/m 25-06-2016 Hitnotering (Week 44): 30-07-2016 Hitnotering (Week 45 en 46): 15-10-2016 t/m 22-10-2016 | Hitnotering (Week 1 t/m 43): 05-09-2015 t/m 25-06-2016 Hitnotering (Week 44): 30-07-2016 Hitnotering (Week 45 en 46): 15-10-2016 t/m 22-10-2016 | Hitnotering (Week 1 t/m 43): 05-09-2015 t/m 25-06-2016 Hitnotering (Week 44): 30-07-2016 Hitnotering (Week 45 en 46): 15-10-2016 t/m 22-10-2016 | Hitnotering (Week 1 t/m 43): 05-09-2015 t/m 25-06-2016 Hitnotering (Week 44): 30-07-2016 Hitnotering (Week 45 en 46): 15-10-2016 t/m 22-10-2016 | Hitnotering (Week 1 t/m 43): 05-09-2015 t/m 25-06-2016 Hitnotering (Week 44): 30-07-2016 Hitnotering (Week 45 en 46): 15-10-2016 t/m 22-10-2016 | Hitnotering (Week 1 t/m 43): 05-09-2015 t/m 25-06-2016 Hitnotering (Week 44): 30-07-2016 Hitnotering (Week 45 en 46): 15-10-2016 t/m 22-10-2016 | Hitnotering (Week 1 t/m 43): 05-09-2015 t/m 25-06-2016 Hitnotering (Week 44): 30-07-2016 Hitnotering (Week 45 en 46): 15-10-2016 t/m 22-10-2016 | Hitnotering (Week 1 t/m 43): 05-09-2015 t/m 25-06-2016 Hitnotering (Week 44): 30-07-2016 Hitnotering (Week 45 en 46): 15-10-2016 t/m 22-10-2016 | Hitnotering (Week 1 t/m 43): 05-09-2015 t/m 25-06-2016 Hitnotering (Week 44): 30-07-2016 Hitnotering (Week 45 en 46): 15-10-2016 t/m 22-10-2016 | Hitnotering (Week 1 t/m 43): 05-09-2015 t/m 25-06-2016 Hitnotering (Week 44): 30-07-2016 Hitnotering (Week 45 en 46): 15-10-2016 t/m 22-10-2016 | Hitnotering (Week 1 t/m 43): 05-09-2015 t/m 25-06-2016 Hitnotering (Week 44): 30-07-2016 Hitnotering (Week 45 en 46): 15-10-2016 t/m 22-10-2016 | Hitnotering (Week 1 t/m 43): 05-09-2015 t/m 25-06-2016 Hitnotering (Week 44): 30-07-2016 Hitnotering (Week 45 en 46): 15-10-2016 t/m 22-10-2016 | Hitnotering (Week 1 t/m 43): 05-09-2015 t/m 25-06-2016 Hitnotering (Week 44): 30-07-2016 Hitnotering (Week 45 en 46): 15-10-2016 t/m 22-10-2016 | Hitnotering (Week 1 t/m 43): 05-09-2015 t/m 25-06-2016 Hitnotering (Week 44): 30-07-2016 Hitnotering (Week 45 en 46): 15-10-2016 t/m 22-10-2016 | Hitnotering (Week 1 t/m 43): 05-09-2015 t/m 25-06-2016 Hitnotering (Week 44): 30-07-2016 Hitnotering (Week 45 en 46): 15-10-2016 t/m 22-10-2016 |
| Week: | 1 | 2 | 3 | 4 | 5 | 6 | 7 | 8 | 9 | 10 | 11 | 12 | 13 | 14 | 15 | 16 | 17 |
| --- | --- | --- | --- | --- | --- | --- | --- | --- | --- | --- | --- | --- | --- | --- | --- | --- | --- |
| Positie: | 1 | 1 | 1 | 1 | 1 | 1 | 1 | 1 | 3 | 3 | 4 | 4 | 4 | 3 | 3 | 3 | 3 |
| Week: | 18 | 19 | 20 | 21 | 22 | 23 | 24 | 25 | 26 | 27 | 28 | 29 | 30 | 31 | 32 | 33 | |
| Positie: | 3 | 5 | 5 | 6 | 8 | 11 | 11 | 23 | 21 | 21 | 23 | 24 | 27 | 30 | 32 | 36 | |
| Week: | 34 | 35 | 36 | 37 | 38 | 39 | 40 | 41 | 42 | 43 | | 44 | | 45 | 46 | | |
| Positie: | 39 | 40 | 57 | 56 | 65 | 75 | 94 | 90 | 97 | 98 | uit | 99 | uit | 59 | 91 | uit | |

### 3FM Mega Top 50
| Hitnotering: 05-09-2015 t/m 16-04-2016 | Hitnotering: 05-09-2015 t/m 16-04-2016 | Hitnotering: 05-09-2015 t/m 16-04-2016 | Hitnotering: 05-09-2015 t/m 16-04-2016 | Hitnotering: 05-09-2015 t/m 16-04-2016 | Hitnotering: 05-09-2015 t/m 16-04-2016 | Hitnotering: 05-09-2015 t/m 16-04-2016 | Hitnotering: 05-09-2015 t/m 16-04-2016 | Hitnotering: 05-09-2015 t/m 16-04-2016 | Hitnotering: 05-09-2015 t/m 16-04-2016 | Hitnotering: 05-09-2015 t/m 16-04-2016 | Hitnotering: 05-09-2015 t/m 16-04-2016 | Hitnotering: 05-09-2015 t/m 16-04-2016 | Hitnotering: 05-09-2015 t/m 16-04-2016 | Hitnotering: 05-09-2015 t/m 16-04-2016 | Hitnotering: 05-09-2015 t/m 16-04-2016 | Hitnotering: 05-09-2015 t/m 16-04-2016 | Hitnotering: 05-09-2015 t/m 16-04-2016 |
| Week:                                  | 1                                      | 2                                      | 3                                      | 4                                      | 5                                      | 6                                      | 7                                      | 8                                      | 9                                      | 10                                     | 11                                     | 12                                     | 13                                     | 14                                     | 15                                     | 16                                     | 17                                     |
| -------------------------------------- | -------------------------------------- | -------------------------------------- | -------------------------------------- | -------------------------------------- | -------------------------------------- | -------------------------------------- | -------------------------------------- | -------------------------------------- | -------------------------------------- | -------------------------------------- | -------------------------------------- | -------------------------------------- | -------------------------------------- | -------------------------------------- | -------------------------------------- | -------------------------------------- | -------------------------------------- |
| Positie:                               | 11                                     | 1                                      | 1                                      | 1                                      | 1                                      | 1                                      | 1                                      | 1                                      | 2                                      | 3                                      | 3                                      | 3                                      | 4                                      | 4                                      | 4                                      | 3                                      | 5                                      |
| Week:                                  | 18                                     | 19                                     | 20                                     | 21                                     | 22                                     | 23                                     | 24                                     | 25                                     | 26                                     | 27                                     | 28                                     | 29                                     | 30                                     | 31                                     | 32                                     | 33                                     |                                        |
| Positie:                               | 6                                      | 9                                      | 12                                     | 13                                     | 15                                     | 20                                     | 26                                     | 35                                     | 38                                     | 35                                     | 35                                     | 41                                     | 42                                     | 43                                     | 46                                     | 46                                     | uit                                    |

### NPO Radio 2 Top 2000
| Nummer met noteringen in de NPO Radio 2 Top 2000 | '15  | '16  |
| ------------------------------------------------ | ---- | ---- |
| What Do You Mean?                                | 1229 | 1288 |

1. ↑  Een vetgedrukt getal geeft de hoogste notering aan.
2. ↑  2015 was het eerste jaar met een notering voor dit nummer.
3. ↑  Deze tabel is bijgewerkt tot en met de laatste editie (2024).

## Releasedata
| Land       | Releasedatum     | Formaat        | Label   |
| ---------- | ---------------- | -------------- | ------- |
| Wereldwijd | 28 augustus 2015 | muziekdownload | Def Jam |

- De cd-single is alleen verkrijgbaar in Duitsland.